# Wardialer
En wardialer er en variant af en dialer, et computerprogram, der ringer op via et telefonmodem. Begrebet en wardialer blev skabt og populariseret i filmen Wargames, hvor et sådan program benyttes til at finde interessante computere. Før filmen benyttedes udtryk som hammer dialing og demon dialing. 
En wardialer sættes til systematisk at afsøge et interval af telefonnumre. Hvert nummer ringes op efter tur. Hvis der ikke svares efter to ring eller der ikke høres klartonen fra et modem, afbryder programmet forbindelsen og går videre til det næste nummer. Er der derimod et modem, der svarer, noterer programmet det pågældende nummer på en liste, der så senere kan bearbejdes af den hacker, der har startet programmet. 
Da telefonmodemmer er sjældne i dag, er den klassiske wardialer formodentlig gået af brug. I stedet scannes systematisk på intervaller af ip-adresser, der derpå kan udsættes for en portskanning. Ligeledes kan man fra f.eks. et køretøj systematisk undersøge forekomsten af trådløse netværk (WiFi) og deres evt. sårbarheder. 